# Isabel Alvarez Azcune
Isabel Alvarez Azkune (San Sebastián, Guipúzcoa) es una soprano española y experta en interpretación e investigación de música barroca en España. Ha recuperado y reinterpretado música antigua y repertorio musical vasco.

## Biografía
Estudió canto y arte dramático con Rita Streich y D. Bulter-Marel en la Folkwanghochule de Essen (Alemania). Al terminar sus estudios se traslada a Milán para estudiar con Carla Castellani. Completa su formación con cursos de especialización con Lucía Mewsen, Marius van Altena, Alfredo Kraus y Esperanza Abad.
Desarrolla una gran actividad en el mundo de la ópera, sobre todo de repertorio barroco con el que actúa en teatros como el Baraccano de Bologna, Vittorio Emmanuele de Messina, el Arriaga de Bilbao o la Ópera de Burdeos, Malibrán de Venecia, Carignano de Torino y la Scala de Milán.
Ha actuado en diversos festivales internacionales como el Festival de Granada, Canarias, Guanajuato, Budapest, Amberes, Lieja, San Sebastián, París, Santander, Utrecht, y en prestigiosas salas y auditorios como el Nacional de Música de Madrid, Auditorio de Zaragoza, Concertgebouw-Ámsterdam, Châtelet-París, Konzerthaus-Viena, Auditori-Barcelona, Schloss Eggenberg-Graz, Sala Steinway y Metropolitan Museum de New York, Museo Pushkin de Moscú, Teatro Real de Madrid o Auditorio Alfredo Kraus y teatro Pérez Galdós de Las Palmas.
Ha colaborado con grupos de música antigua, como Hespèrion XX, La Capella Reial de Catalunya, Al Ayre Español, Axivil Capilla, El Concierto Español, Accentus- Vienna, La Colombina, Sour Cream, Europa Galante, La Capilla Real de Las Palmas, La Capilla Peñaflorida. Ha sido dirigida por Jordi Savall, E. López Banzo, Gabriel Garrido, Kees Boecke o Fabio Biondi.
Además de su faceta operística desarrolla e impulsa diferentes proyectos musicales, de los que es la responsable del repertorio como Beau Soir, junto a Iñaki Salvador y Andreas Prittwitz, en el que se interpretan 12 canciones clásicas con un aire jazz.  Esta propuesta no solo fue presentada en teatros al uso, sino en locales referencia del jazz como el Café Central de Madrid. En la misma línea Desarrolla otros proyectos como "Looking back el siglo de oro".
Directora y fundadora del grupo Magios Ensamble con el que interpreta, entre otros muchos, un repertorio sefardí recuperado en una labor de investigación que lleva por título: "Sefarad y el Romancero Canario". El grupo está compuesto por Isabel Álvarez, Carlos Oramas en guitarras, Andreas Prittwitz en vientos y el intérprete de timple José Antonio Ramos, Juan Carlos de Mulder y Vicent Brui Soler. El programa se presentó en distintos lugares de España y extranjero. Bajo la dirección de Isabel Álvarez, el Ensemble ha realizado diversos proyectos, entre los cuales cabe destacar la recuperación de una ópera del siglo XVIII de G.B. Martini, titulada "El empresario de las Canarias", estreno absoluto en España y "El Carnaval del Conde", espectáculo con música española del siglo XVIII y texto del ilustrado Conde de Peñaflorida, encargo del festival Musikaste (País Vasco).
Recibe otros encargos de diversos festivales para realizar programas específicos, como por ejemplo un concierto de música inédita de Maestros de Capilla del Archivo de Aránzazu para el Festival de Sajazarra-La Rioja, o un espectáculo de canciones de los siglos XVII al XIX sobre el vino titulado "La vendimia de Baco", junto con el bailarín Jep Menéndez, para el Festival de Bolzano-Italia en el 2011 o "D. Juan" en el 2013. Así mismo preparó la puesta en escena de una sainete lírico con el motivo del 250 aniversario de creación de la Real Sociedad Vascongada de Amigos del País, con textos del Conde de Peñaflorida.
Además de su faceta como cantante e investigadora musical, desarrolla a lo largo de toda su vida profesional seminarios y curso de formación musical a otros cantantes que comenzó con la creación junto con Antxon Ayestarán, entonces director del Orfeón Donostiarra, de la "Escuela de Canto" del Orfeón Donostiarra de la que fue directora hasta el año 1986. De la escuela surgen artistas como Maite Arruabarrena. Ha formado a cantantes en técnica vocal en cursos y especializaciones como a César Carazo, Víctor Sordo, Izaskun Arruabarrena o David Azurza. En la actualidad compagina su faceta profesional como cantante y como profesora del Conservatorio de Música de Las Palmas de Gran Canaria.

## Repertorio operístico
- A. de Literes
  - Acis y Galatea
- Cavalli, Francesco
  - Didone (Ascanio y Amor)
- Mozart:
  - La flauta Mágica
- Martini
  - El empresario canario[29]
- Fux, Johann Joseph
  - Orfeo y Euridice (Euridice)

- Pergolesi G. B.
  - El Hermano Enamorado,
  - La Serva Padrona
  - Flaminio
- Illarramendi, Ángel
  - Zapatos de mujer
- T. de Torrejón y Velasco
  - La púrpura de la rosa (Venus y Amor)
- Scarlatti, Domenico
  - El triunfo del Honor

## Discografía
- Beau Soir.[30]
- Looking Back Over: El siglo de Oro.[31]
- Gran Colección de Música Navarra.[32]
- Laiñoa.[33]
- The passion of reason.[34]
- Sefarad y el Romancero Canario.[35]